# Olympische Sommerspiele 1976/Segeln
Bei den XXI. Olympischen Sommerspielen 1976 in Montréal fanden sechs Wettkämpfe im Segeln statt. Diese wurden auf dem Ontariosee in der Nähe von Kingston ausgetragen.

## Bilanz

### Medaillenspiegel
| Platz  | Land               | Gold | Silber | Bronze | Gesamt |
| ------ | ------------------ | ---- | ------ | ------ | ------ |
| 1      | BR Deutschland     | 2    | –      | 1      | 3      |
| 2      | Großbritannien     | 1    | 1      | –      | 2      |
| 3      | DDR                | 1    | –      | 1      | 2      |
| 4      | Dänemark           | 1    | –      | –      | 1      |
| 4      | Schweden           | 1    | –      | –      | 1      |
| 6      | Vereinigte Staaten | –    | 2      | 1      | 1      |
| 7      | Sowjetunion        | –    | 2      | –      | 1      |
| 8      | Spanien            | –    | 1      | –      | 1      |
| 9      | Australien         | –    | –      | 2      | 2      |
| 10     | Brasilien          | –    | –      | 1      | 1      |
| Gesamt | Gesamt             | 6    | 6      | 6      | 18     |

### Medaillengewinner
| Disziplin       | Gold                                                      | Silber                                                         | Bronze                                            |
| --------------- | --------------------------------------------------------- | -------------------------------------------------------------- | ------------------------------------------------- |
| Finn-Dinghy     | Jochen Schümann                                           | Andrei Balaschow                                               | John Bertrand                                     |
| Flying Dutchman | BR Deutschland Eckart Diesch Jörg Diesch                  | Großbritannien Julian Brooke-Houghton Rodney Pattison          | Brasilien Reinaldo Conrad Peter Ficker            |
| 470er           | BR Deutschland Harro Bode Frank Hübner                    | Spanien Antonio Gorostegui Pedro Millet                        | Australien Ian Brown Ian Ruff                     |
| Tornado         | Großbritannien Reg White John Osborn                      | Vereinigte Staaten David McFaull Michael Rothwell              | BR Deutschland Jörg Spengler Jörg Schmall         |
| Tempest         | Schweden John Albrechtson Ingvar Hansson                  | Sowjetunion Wladyslaw Akymenko Walentin Mankin                 | Vereinigte Staaten Dennis Conner Conn Findlay     |
| Soling          | Dänemark Valdemar Bandolowski Erik Hansen Poul Høj Jensen | Vereinigte Staaten Walter Glasgow Richard Hoepfner John Kolius | DDR Dieter Below Olaf Engelhardt Michael Zachries |

## Ergebnisse

### Finn-Dinghy
| Platz | Land | Athlet                | Punkte |
| ----- | ---- | --------------------- | ------ |
| 1     | GDR  | Jochen Schümann       | 35,4   |
| 2     | URS  | Andrei Balaschow      | 39,7   |
| 3     | AUS  | John Bertrand         | 46,4   |
| 4     | BRA  | Claudio Biekarck      | 54,7   |
| 5     | SWE  | Kent Carlsson         | 66,4   |
| 6     | GRE  | Anastasios Boundouris | 77,0   |
| 7     | GBR  | David Howlett         | 77,7   |
| 8     | CAN  | Sanford Riley         | 83,0   |

### Flying Dutchman
| Platz | Land | Athleten                               | Punkte |
| ----- | ---- | -------------------------------------- | ------ |
| 1     | FRG  | Eckart Diesch Jörg Diesch              | 34,7   |
| 2     | GBR  | Julian Brooke-Houghton Rodney Pattison | 51,7   |
| 3     | BRA  | Reinaldo Conrad Peter Ficker           | 52,1   |
| 4     | CAN  | Hans Fogh Ever Bastet                  | 57,1   |
| 5     | URS  | Wladimir Leontjew Waleri Subanow       | 59,4   |
| 6     | USA  | Norman Freeman John Mathias            | 65,7   |
| 7     | ESP  | Alejandro Abascal José María Benavides | 66,0   |
| 8     | FRA  | Yves Pajot Marc Pajot                  | 72,0   |

### 470er
| Platz | Land | Athleten                                    | Punkte |
| ----- | ---- | ------------------------------------------- | ------ |
| 1     | FRG  | Harro Bode Frank Hübner                     | 42,4   |
| 2     | ESP  | Antonio Gorostegui Pedro Millet             | 49,7   |
| 3     | AUS  | Ian Brown Ian Ruff                          | 57,0   |
| 4     | URS  | Wiktor Potapow Alexander Potapow            | 57,0   |
| 5     | NZL  | Mark Paterson Brett Bennett                 | 59,7   |
| 6     | GBR  | Philip Crebbin Derek Clark                  | 69,4   |
| 7     | SUI  | Jean-Claude Vuithier senior Laurent Quellet | 71,7   |
| 8     | FRA  | Marc Laurent Roger Surmin                   | 79,4   |

### Tornado
| Platz | Land | Athleten                        | Punkte |
| ----- | ---- | ------------------------------- | ------ |
| 1     | GBR  | Reg White John Osborn           | 18,0   |
| 2     | USA  | David McFaull Michael Rothwell  | 36,0   |
| 3     | FRG  | Jörg Spengler Jörg Schmall      | 37,7   |
| 4     | AUS  | Brian Lewis Warren Rock         | 44,4   |
| 5     | SWE  | Peter Kolni Jorgen Kolni        | 57,4   |
| 6     | SUI  | Walter Steiner Albert Schiess   | 63,4   |
| 7     | CAN  | Larry Woods Michael de la Roche | 69,7   |
| 8     | ITA  | Franco Pivoli Cesare Biagi      | 71,7   |

### Tempest
| Platz | Land | Athleten                                         | Punkte |
| ----- | ---- | ------------------------------------------------ | ------ |
| 1     | SWE  | John Albrechtson Ingvar Hansson                  | 14,0   |
| 2     | URS  | Wladyslaw Akymenko Walentin Mankin               | 30,4   |
| 3     | USA  | Dennis Conner Conn Findlay                       | 32,7   |
| 4     | FRG  | Uwe Mares Wolf Stadler                           | 42,1   |
| 5     | ITA  | Giuseppe Milone Roberto Mottola                  | 55,4   |
| 6     | DEN  | Claes Thunbo Christensen Finn Thunbo Christensen | 62,7   |
| 7     | CAN  | Allan Leibel Lorne Leibel                        | 65,1   |
| 8     | NED  | Ben Staartjes Albert Ekels                       | 78,7   |

### Soling
| Platz | Land | Athleten                                            | Punkte |
| ----- | ---- | --------------------------------------------------- | ------ |
| 1     | DEN  | Valdemar Bandolowski Erik Hansen Poul Høj Jensen    | 46,7   |
| 2     | USA  | Walter Glasgow Richard Hoepfner John Kolius         | 47,4   |
| 3     | GDR  | Dieter Below Olaf Engelhardt Michael Zachries       | 47,4   |
| 4     | URS  | Boris Budnikow Walentin Samotaikin Nikolai Poljakow | 48,7   |
| 5     | NED  | Geert Bakker Pieter Keijzer Harald de Vlaming       | 58,0   |
| 6     | FRG  | Willi Kuhweide Karsten Meyer Axel May               | 60,7   |
| 7     | FRA  | Patrick Haegeli Patrick Oeuvrard Bruno Trouble      | 64,0   |
| 8     | CAN  | Glen Dexter Sandy MacMillan Andreas Josenhans       | 68,7   |